# Highest 2 Lowest
Highest 2 Lowest (auch High and Low) ist ein Spielfilm von Spike Lee. Das Werk mit Denzel Washington in der Hauptrolle als Medienmogul, der mit einer Lösegeldforderung konfrontiert wird, ist eine Neuinterpretation des Kriminalfilms Zwischen Himmel und Hölle (1963) von Akira Kurosawa, der auf dem Roman King's Ransom von Ed McBain basierte. Die US-amerikanische Produktion feierte im Mai 2025 im Rahmen der Internationalen Filmfestspiele von Cannes ihre Premiere. Im August 2025 soll der Film in die US-Kinos kommen und Anfang September 2025 in das Programm des Streaminganbieters Apple TV+ aufgenommen werden.

## Handlung

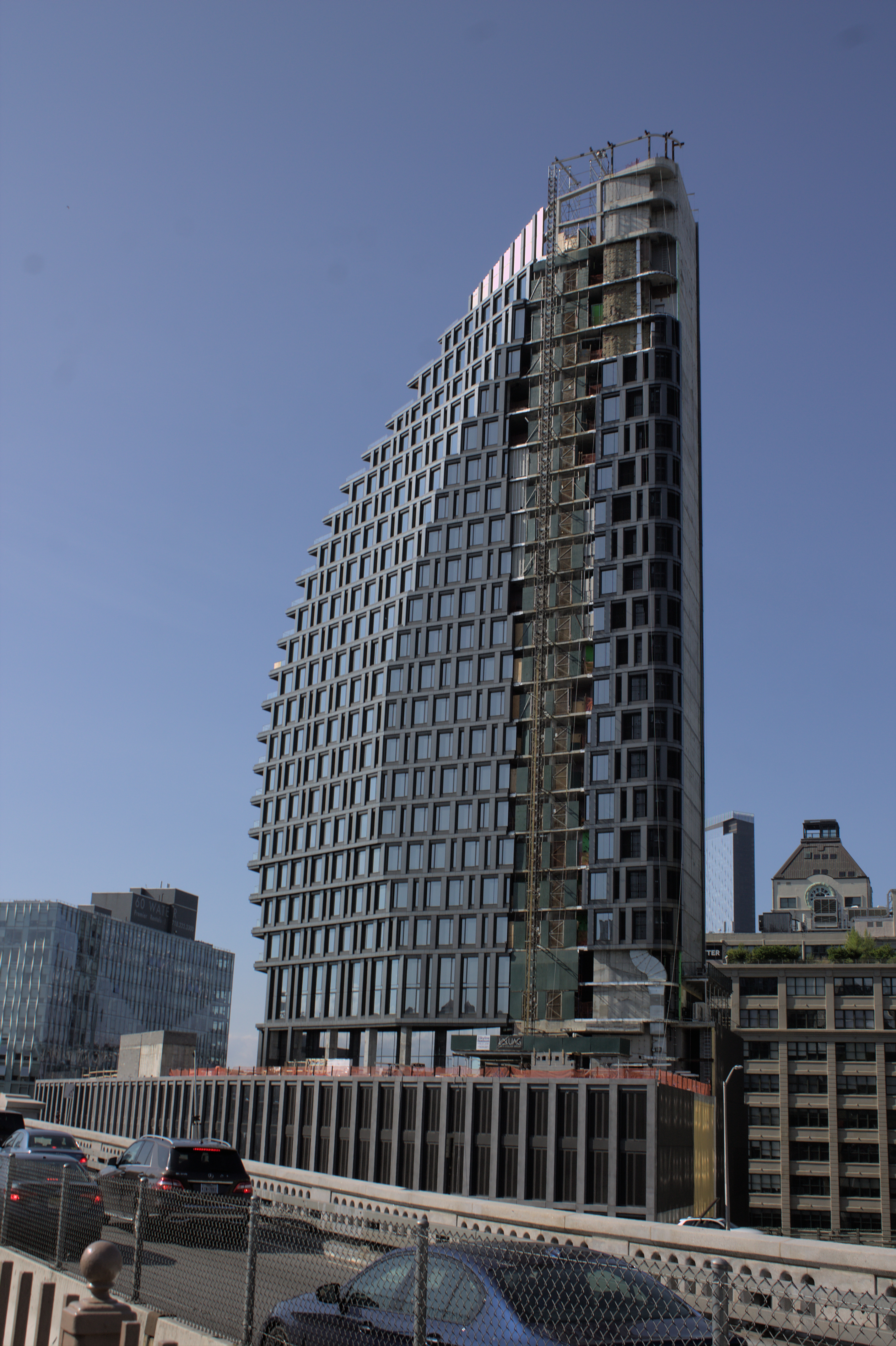
David King lebt in einer Penthouse-Wohnung im Olympia Dumbo Building

New York in der Gegenwart: Der Musikmogul David King hat den Höhepunkt seiner Karriere erreicht und lebt in einem schicken Penthouse-Wohnung im Olympia Dumbo Building in Brooklyn. Doch als seine Frau Pam erklärt, dass sie im Begriff ist, eine weitere große Spende an eine wohlmeinende Wohltätigkeitsorganisation zu tätigen, rät er ihr, sich zurückzuhalten, denn seine Firma Stackin’ Hits produziere gerade keine Hits mehr. In der Branche ist David King dafür bekannt, über ein perfektes Gehör für Musik zu verfügen, doch er ist ein Mann von gestern und nicht mehr der Königsmacher von einst.
Als Kings Sohn Trey entführt wird und er eine Lösegeldforderung erhält, gerät er in ein moralisches Dilemma, denn sie haben den Falschen entführt. Es ist sein Patensohn Kyle, der Sohn seines besten Freundes und Geschäftsführer Paul, der zusammen mit Trey beim Basketballtraining war. Die Entführer verlangen 17,5 Millionen US-Dollar Lösegeld in Schweizer Banknoten. King zögert, so viel Geld für die Befreiung des Kindes eines anderen Mannes zu zahlen, doch es geht um eine Entscheidung über Leben und Tod.
Die NYPD-Detectives Higgins, Bell und Bridges sind davon überzeug, das Geld zurückholen zu können, doch der Entführer ist schlauer als sie denken. Er will, dass King mit der U-Bahn zur Puerto-Rica-Day-Parade kommt und dort das Lösegeld deponiert.

## Produktion

### Vorlage und Filmstab
Bei Highest 2 Lowest handelt es sich um eine Neuinterpretation des Thrillers Zwischen Himmel und Hölle von Akira Kurosawa aus dem Jahr 1963. Der japanische Film basiert lose auf dem Roman King's Ransom: An 87th Precinct Mystery von Ed McBain (eigentlich Evan Hunter), der 1959 veröffentlicht wurde. Er handelt von dem moralischen Dilemma eines reichen Managers einer Schuhfirma in Yokohama, der sich entscheiden muss, ob er seinen Reichtum zur Erfüllung eines persönlichen Ziels nutzt oder mit seinem Geld das Leben des entführten Kindes seines Chauffeurs rettet.
Regie führte Spike Lee, der auch gemeinsam mit Alan Fox das Drehbuch schrieb. In seiner Neuinterpretation ist der Protagonist ein New Yorker Plattenmanager. Er verlegte die Zeit der Handlung zudem in die Gegenwart. Für den Filmschnitt zeichneten Allyson C. Johnson und Barry Alexander Brown verantwortlich. Mit Letzterem arbeitete Lee bereits für seine bekanntesten Filme zusammen.

### Besetzung

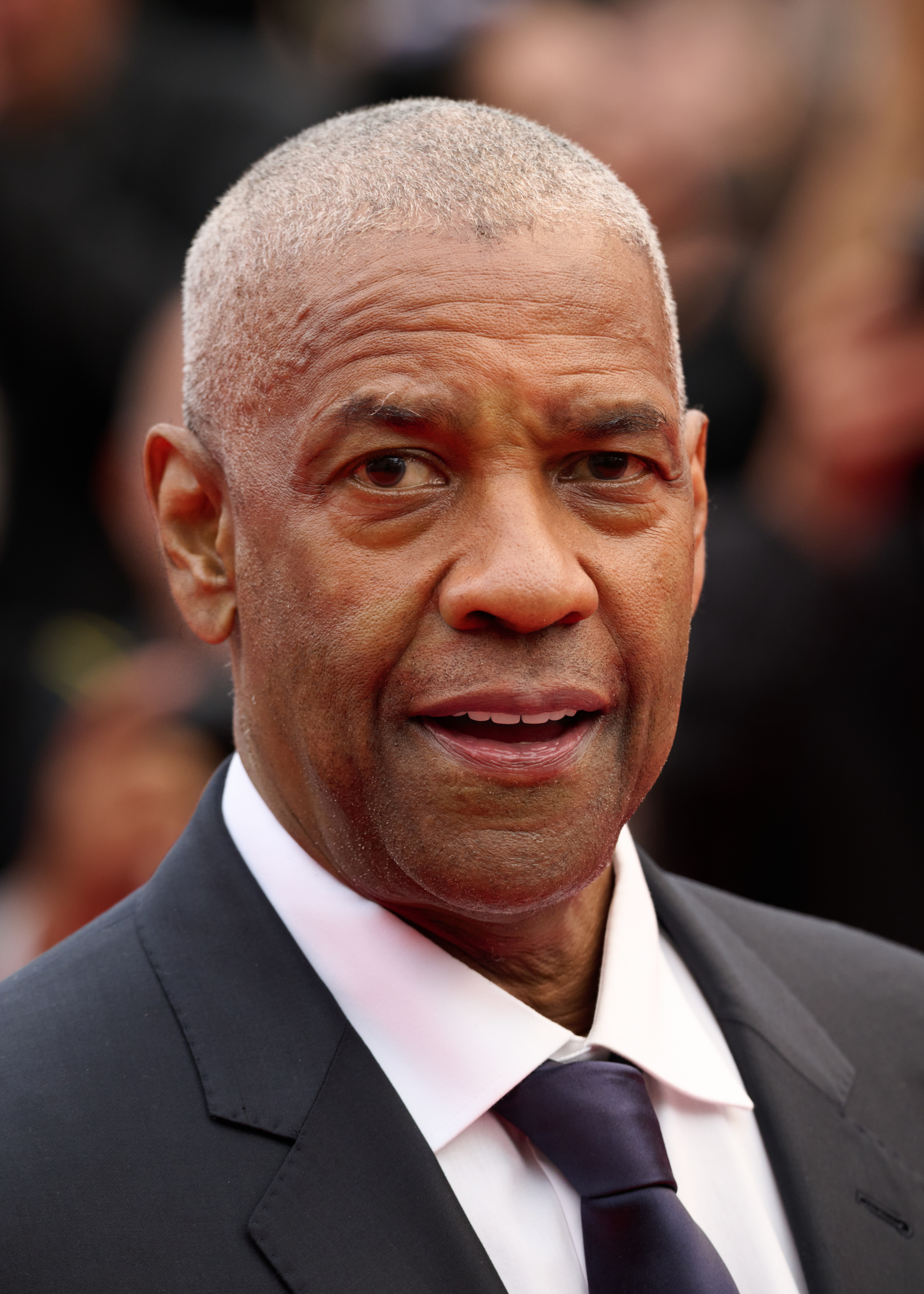
Denzel Washington spielt in der Hauptrolle David King

Die Hauptrolle besetzte Lee mit dem zweifachen Oscar-Preisträger  Denzel Washington. Er war bereits in einer Reihe von Lees Filmen in der Hauptrolle zu sehen, so in Malcolm X und Inside Man. Er spielt den Musikmoul David King, der in dem Business für sein ausgezeichnetes Ohr bekannt ist. Der Rapper ASAP Rocky spielt den Sänger Young Felony, dessen Demo einst von King, den er verehrte, abgelehnt wurde. Über die Besetzung von Letzterem für eine der Hauptrollen sagte der Regisseur, er habe den Rapper auf Instagram gesehen, wo er wie Denzel Washingtons Sohn aussah. Diese Ähnlichkeit füge der Erzählung eine interessante Ebene hinzu. Yung Felony ist ein aufstrebenden Rapper, der vor nichts zurückschreckt, um die Aufmerksamkeit des Washingtoner Musikmoguls zu erregen und schließlich seinen Sohn zu entführen versucht. Weiter auf der Besetzungsliste findet sich Jeffrey Wright, der in der Rolle von David Kings besten Freund Paul Christopher zu sehen ist. Elijah Wright spielt dessen entführten Sohn Kyle. Ilfenesh Hadera spielt Davids Ehefrau Pam King, Aubrey Joseph seinen Sohn Trey King, der eigentlich entführt werden sollte, Dean Winters Detective Higgins, John Douglas Thompson Detective Earl Bridges, LaChanze Detective Bell, Michael Potts Patrick Bethea und Wendell Pierce Gabe, einer von Kings Musikmanagern. Die Bronx-Rapperin Ice Spice spielt in einem Cameo-Auftritt Felonys Freundin Marisol Cepeda. Das Casting übernahm Kim Coleman.

### Szenenbild und Dreharbeiten
Das Szenenbild entwarf Mark Friedberg, der zuletzt für Filme wie Paterson, If Beale Street Could Talk und Mufasa: Der König der Löwen von Barry Jenkins, Joker und Joker: Folie à Deux von Todd Phillips und The Whale von Darren Aronofsky tätig war. Die Gemälde und Artefakte an den Wänden von Kings Haus stammen aus Spike Lees Privatsammlung.
Die Dreharbeiten fanden von Anfang März bis Ende Mai 2024 im New Yorker Stadtbezirk Brooklyn statt. Als Kameramann fungierte Matthew Libatique, mit dem Lee zuletzt sein Filmdrama Chi-Raq drehte.

### Filmmusik und Soundtrack-Veröffentlichung
Die Filmmusik steuerte der Film- und Videospielkomponist Howard Drossin bei, mit dem Lee in der Vergangenheit für eine Reihe von Dokumentar- und Kurzfilmen arbeitete und des Weiteren für Filme wie The Man with the Iron Fists des Rappers RZA und Welcome to Sudden Death von Dallas Jackson tätig war. Gegen Ende des Films liefert sich Washington in der Rolle von King, der sich selbst nun „Chance-Giver“ nennt, einen spontanen Rap-Battle mit A$AP Rocky. Anfang August 2025 veröffentlichte A24 Music den Titelsong des Films als Download, arrangiert und geschrieben von Drossin gemeinsam mit Nicole Daciana Anderson und von der britischen Singer-Songwriterin Aiyana-Lee gesungen. Ein 20 Musikstücke umfassendes Album mit der Filmmusik und neun Tracks von Fergus McCreadie Trio im Extended Play sollen am 15. August 2025 veröffentlicht werden, gemeinsam mit zwei weiteren Alben mit weiterer Musik.

### Marketing und Veröffentlichung
Erstes Bildmaterial wurde Mitte Februar 2025 vorgestellt, ein erster Teaser Anfang Mai 2025. Die Weltpremiere von Highest 2 Lowest erfolgte am 19. Mai 2025 im Rahmen des 78. Filmfestivals von Cannes. Dort wurde der Film in Anwesenheit von Hauptdarsteller Denzel Washington außer Konkurrenz präsentiert und dieser mit einer Ehrenpalme ausgezeichnet. Der Schauspieler nimmt das erste Mal am Festival teil. Das Datum markiert den 36. Jahrestag der Premiere von Spike Lees Erfolgsfilm Do the Right Thing, der während der 42. Auflage des Festivals erstmals gezeigt wurde. Gleichzeitig ist es der 100. Geburtstag des US-amerikanischen Bürgerrechtlers Malcolm X, dessen Leben der Regisseur 1992 mit Washington verfilmt hatte. Anfang August 2025 wird Highest 2 Lowest beim African American Film Festival gezeigt. Ebenfalls Anfang August 2025 wurde der erste Trailer vorgestellt. Der Kinostart in den USA ist am 22. August 2025 im Verleih von A24 geplant. Am 5. September 2025 soll der Film in das Programm des Streaminganbieters Apple TV+ aufgenommen werden.

## Rezeption
Von den bei Rotten Tomatoes aufgeführten Kritiken sind 93 Prozent positiv. Bei Metacritic erhielt der Film einen Metascore von 73 von 100 möglichen Punkten.

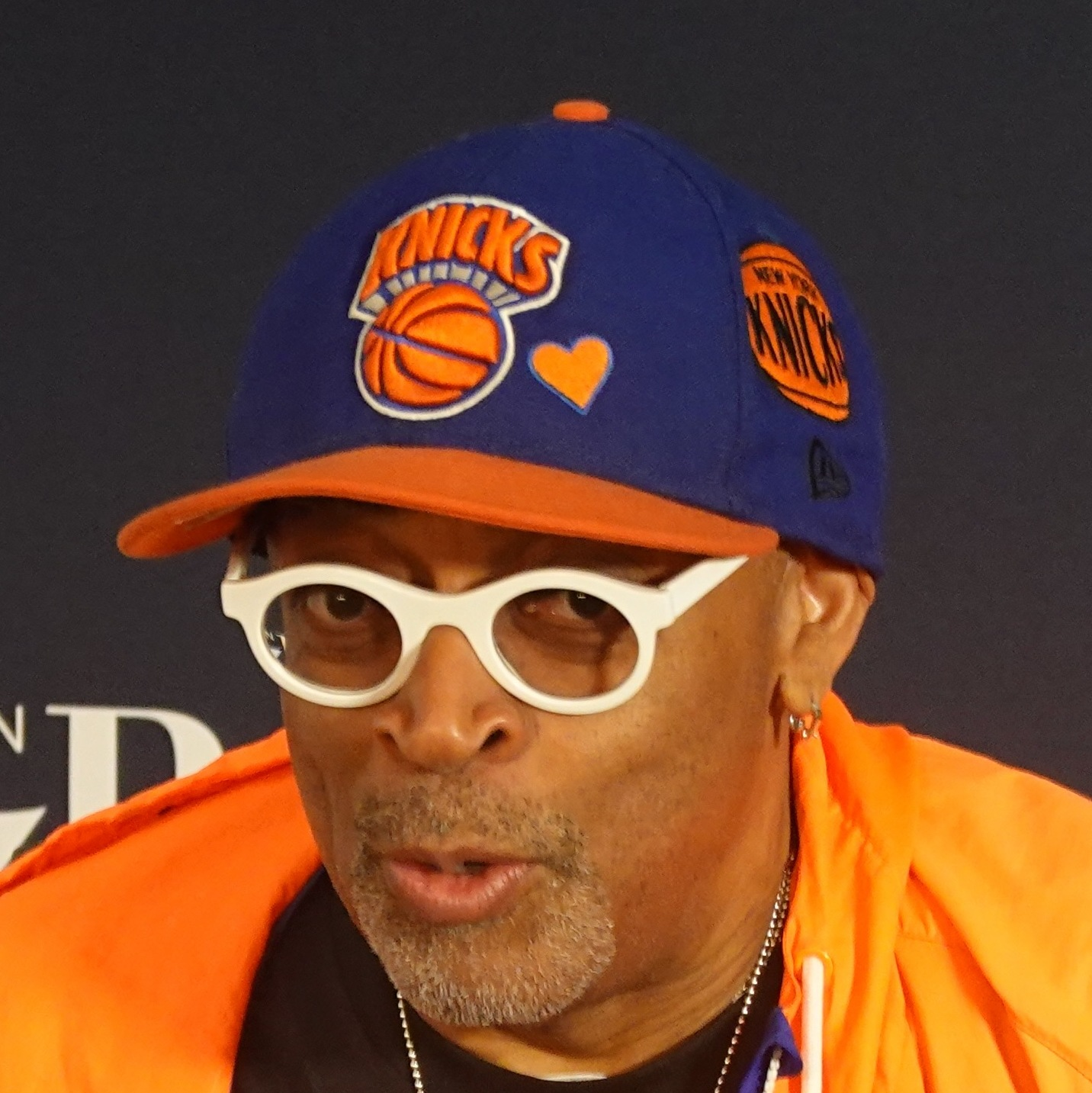
Regisseur Spike Lee

Peter Debruge schreibt in seiner Kritik für Variety, die spektakuläre Szene, die durch das Straßenkonzert des Pianisten Eddie Palmieri mit Leben gefüllt wird, als David das Lösegeld während der Puerto-Rica-Day-Parade in der South Bronx deponieren soll, zähle  zu den besten New Yorker Actionszenen aller Zeiten, gleichauf mit der Verfolgungsjagd in French Connection und der Five-Points-Schlacht in Gangs of New York. Von hier an packe einen der Film. Dessen dramatische Wucht erinnere daran, was für ein begnadeter Filmemacher Spike Lee sein kann. Man könnte sich zudem kaum zwei bessere Schauspieler als Denzel Washington und Jeffrey Wright für die Rollen von David King und seines ältesten und engsten Freundes Paul wünschen.
Thomas Schultze schreibt in seiner Kritik, so recht könne man sich des Eindrucks nicht erwehren, dass Spike Lee auf halbem Wege zur Fertigstellung im Schneideraum die Inspiration verlassen hat oder er sich selbst nie so richtig klar war, warum genau er Akira Kurosawas Klassiker Zwischen Himmel und Hölle aus dem Jahr 1963 überhaupt neu verfilmen wollte. Vielleicht habe sich Lee einfach die Chance nicht entgehen lassen wollen, wieder mit Denzel Washington zu arbeiten. Besonders in der zweiten Hälfte mangele es dem Thriller an Einfällen, und hinzu komme eine bizarre Verfolgungsjagd bei der Übergabe des Lösegelds, die vorne und hinten keinen Sinn ergibt. Positiv hingegen hebt Schultze eine U-Bahn-Fahrt hervor, bei der Yankees-Fans minutenlang Hassgesänge auf die Boston Red Sox anstimmen, und die bizarren Improvisationsszenen, in denen Washington in tiefster Verzweiflung das Zwiegespräch mit gerahmten Fotos von Aretha Franklin, Jimi Hendrix und Stevie Wonder sucht, wie sie sich in seiner Situation verhalten würden. Jeffrey Wright mache jede Szene, in der er als langjähriger Freund Kings auftritt, zu einem Highlight von Highest 2 Lowest, und schließlich erweise sich Hiphop-Superstar A$AP Rocky bei seinem ersten Leinwandauftritt im letzten Drittel des Films als Nemesis mit magnetischer Ausstrahlung, eine Figur, von der man gerne mehr gesehen hätte.